# Melina Vidler
Melina Vidler (Brisbane, 19 febbraio 1993) è un'attrice australiana, nota per il ruolo di Shay Turner nella serie televisiva 800 Words.

## Filmografia parziale

### Cinema
- Elvis, regia di Baz Luhrmann (2022)

### Televisione
- 800 Words – serie TV, 40 episodi (2015-2018)
- Scomparsa in Paradiso (Kidnapped), regia di Vic Sarin – film TV (2021)